# Oktjabrskoje (Kaliningrad, Prawdinsk)
Oktjabrskoje (russisch Октябрьское, deutsch Klein Schönau) ist ein Ort in der russischen Oblast Kaliningrad [Gebiet Königsberg (Preußen)] und gehört zur Prawdinskoje gorodskoje posselenije [Stadtgemeinde Prawdinsk (Friedland (Ostpr.)] im Rajon Prawdinsk (Kreis Friedland)).

## Geographische Lage
Oktjabrskoje liegt sechs Kilometer nördlich der jetzigen Rajonshauptstadt und früheren Kreisstadt Prawdinsk (Friedland) an der russischen Fernstraße R 512. Nordöstlich des Ortes erstreckt sich ein ausgedehntes militärisches Sperrgebiet. Heute besteht keine Bahnanbindung mehr. Bis 1945 war Klein Schönau Bahnstation an der Kleinbahnstrecke von Tapiau (heute russisch: Gwardeisk) nach Friedland (Prawdinsk), die die Wehlau–Friedländer Kreisbahnen betrieben.

## Geschichte
Am 11. Juni 1874 gehörte die ehemals Klein Schönau genannte Gemeinde mit Dietrichswalde (russisch: Podlessje), Heinrichsdorf (Rownoje) und Zehlau-Bruch zu den vier Landgemeinden, die den neu errichteten Amtsbezirk Dietrichswalde (Podlessje, heute nicht mehr existent) bildeten. Er lag bis 1927 im Landkreis Friedland (ab 1927: Landkreis Bartenstein (Ostpr.)) im Regierungsbezirk Königsberg der preußischen Provinz Ostpreußen. Im Jahre 1910 zählte Klein Schönau 335 Einwohner.
Am 1. Juli 1912 wurde das Gut Finkenhof des Gutsbezirks Kloschenen (russisch: Lukino) im Amtsbezirk Allenau (Poretschje) in die Landgemeinde Klein Schönau umgegliedert. Als am 4. Mai 1930 zum Amtsbezirk Dietrichswalde nur noch die Gemeinden Dietrichswalde und Klein Schönau gehörten, nannte man ihn in Amtsbezirk Klein Schönau um. Er bestand bis 1945.
Am 23. Oktober 1930 wurde der Groß Saalauer Wald aus der Stadtgemeinde Domnau (russisch: Domnowo) in die Gemeinde Klein Schönau umgegliedert. Die Zahl der Einwohner betrug 1933 noch 296, 1939 schon 301.
Infolge des Zweiten Weltkrieges kam Klein Schönau mit dem nördlichen Ostpreußen zur Sowjetunion und erhielt 1950 die Bezeichnung „Oktjabrskoje“. Bis zum Jahre 2009 war der Ort innerhalb der seit 1991/92 russischen Oblast Kaliningrad in den Poretschenski sowjet (Dorfsowjet Poretschje (Allenau)) eingegliedert und ist seitdem – aufgrund einer Struktur- und Verwaltungsreform – eine als „Siedlung“ (russisch: possjolok) eingestufte Ortschaft in der Prawdinskoje gorodskoje posselenije (Stadtgemeinde Prawdinsk (Friedland)) im Rajon Prawdinsk.

## Kirche

### Kirchengebäude
Im Jahre 1887 wurde die heute noch als Ruine sichtbare Klein Schönauer Kirche eingeweiht. Nach dem Zweiten Weltkrieg wurde sie von sowjetischen Militärangehörigen teilweise abgerissen, so dass heute nur noch der Turm mit beschädigter Spitze und dem Westgiebel steht.

### Kirchengemeinde
Klein Schönau war schon in vorreformatorischer Zeit ein Kirchdorf. Die Reformation hielt hier schon relativ früh Einzug. Bis zum Jahre 1612 war die Kirche Groß Engelau (russisch: Demjanowka, heute nicht mehr existent) als Filialgemeinde mit Klein Schönau verbunden, noch einmal dann in den Jahren 1808 bis 1908.
Früher gehörte Klein Schönau zur Inspektion Wehlau (russisch: Snamensk). Dann war es Teil des Kirchenkreises Friedland (Prawdinsk) innerhalb der Kirchenprovinz Ostpreußen der Kirche der Altpreußischen Union.
In der Zeit der Sowjetunion waren alle kirchlichen Aktivitäten untersagt. Erst in den 1990er Jahren bildeten sich in der dan russischen Oblast Kaliningrad wieder evangelische Gemeinden, von denen die in Prawdinsk Oktjabrskoje am nächsten liegt. Sie ist eine Filialgemeinde der Auferstehungskirche in Kaliningrad (Königsberg) und gehört zur ebenfalls neu errichteten Propstei Kaliningrad der Evangelisch-Lutherischen Kirche Europäisches Russland (ELKER).

### Kirchspielorte (bis 1945)
Zum Kirchspiel Klein Schönau gehörten bis 1945 elf Ortschaften:
| Name (bis 1947/1950)        | Russischer Name |
| --------------------------- | --------------- |
| Albrechtsheide (Kr. Wehlau) |                 |
| Bögen (Fhs.)                |                 |
| Dietrichswalde              | Podlessje       |
| Finkenhof                   |                 |
| Frisching (Fhs.)            |                 |
| Hansfelde                   |                 |
| Karschau                    | Kisseljowka     |
| Kipitten                    | Cholmogorje     |
| Klein Schönau               | Oktjabrskoje    |
| Kühnhagen, Waldhaus         |                 |
| Kühnhagenbruch              |                 |
| Plackheim                   | Rostkowo        |
| Plaustendorf                | Bereschki       |
| Stadienhof                  |                 |
| Wommen                      | Dalneje         |

### Pfarrer (bis 1945)
Von der Reformation bis 1945 amtierten in Klein Schönau als evangelische Geistliche:
| - Caspar Raumendorf, ab 1550 - Caspar Ranglauck, ab 1558 - Wendelin Sperber, 1570–1611 - Friedrich Pollio, 1611–1623 - Valentin Heinemann, 1623–1629 - Michael Olmann, 1629–1657 - Johann Peter Tonsorius, ab 1658 - Christoph Pohl, 1684–1722 - Georg Radke, 1722–1751 - Gottlieb Christ. Mertens, 1751–1782 - Gotthard Friedrich Hippel, 1782–1786 - Otto Wilhelm Karwatzka, 1789 | - Carl Gottlieb Huwe, 1790–1805 - Christian Friedrich Müller, 1805–1821 - Simon Mäckelburg, 1821–1830 - Karl Leopold Bergau, 1830–1841 - Gottlieb Friedrich Kauffmann, 1841–1868 - Franz Albert Fischer, 1868–1901 - Karl Otto P. Zeigmeister, 1901–1908 - Friedrich Gronau, 1906–1916 - Martin Schimmelpfennig, 1917–1918 - Walter Machmüller, 1920–1924 - Alfred Schoewe, 1924–1928 |

In den Jahren von 1928 bis 1945 wurde das Kirchspiel Klein Schönau von den Pfarrern in Friedland versorgt.